# Alemannia Aachen
Alemannia Aachen (phát âm tiếng Đức: [aleˈmani̯aː ˈʔaːxn̩]) hay còn gọi là ATSV Alemannia 1900 là một câu lạc bộ bóng đá đến từ thành phố Aachen, Đức. Câu lạc bộ này đã có 3 năm thi đấu tại Bundesliga vào cuối những năm 1960. Sau một mùa giải 2005-06 thành công, câu lạc bộ thăng hạng trở lại Bundesliga và thi đấu tại giải đấu cao nhất nước Đức trong mùa giải tiếp theo. Năm 2012, Alemannia Aachen tụt xuống giải hạng ba và lâm vào tình trạng phá sản.

## Cầu thủ

### Đội hình
Tính đến 23 tháng 12 năm 2021
Ghi chú: Quốc kỳ chỉ đội tuyển quốc gia được xác định rõ trong điều lệ tư cách FIFA. Các cầu thủ có thể giữ hơn một quốc tịch ngoài FIFA.
| Số | VT | Quốc gia | Cầu thủ           |
| -- | -- | -------- | ----------------- |
| 1  | TM | Đức      | Joshua Mroß       |
| 2  | HV | Đức      | Jannis Held       |
| 3  | HV | Đức      | Lars Oeßwein      |
| 4  | HV | Đức      | Franko Uzelac     |
| 5  | HV | Đức      | Tjorben Uphoff    |
| 6  | TV | Đức      | Frederic Baum     |
| 7  | TV | Đức      | Lukas Wilton      |
| 8  | TV | Đức      | Dino Bajric       |
| 9  | TĐ | Đức      | Jannik Mause      |
| 10 | TV | Kosovo   | Mërgim Fejzullahu |
| 11 | TĐ | Canada   | Oluwabori Falaye  |
| 12 | TM | Đức      | Jan Strauch       |
| 13 | TV | Đức      | André Dej         |
| 15 | HV | Đức      | Marco Müller      |

| Số | VT | Quốc gia | Cầu thủ                                        |
| -- | -- | -------- | ---------------------------------------------- |
| 18 | TV | Đức      | Tim Korzuschek (Cho Mượn Từ 1. FC Saarbrücken) |
| 19 | TĐ | Đức      | Ergün Yildiz                                   |
| 20 | TĐ | Đức      | Selim Gündüz                                   |
| 21 | TV | Áo       | Christian Gartner                              |
| 22 | HV | Đức      | Ricardo Antonaci                               |
| 23 | TV | Đức      | Dustin Zahnen                                  |
| 24 | HV | Đức      | Peter Hackenberg (captain)                     |
| 26 | TV | Đức      | Matti Cebulla                                  |
| 27 | HV | Đức      | Marcel Damaschek                               |
| 28 | TĐ | Đức      | Nils Blumberg                                  |
| 29 | HV | Đức      | Vleron Statovci                                |
| 30 | TĐ | Tunisia  | Hamdi Dahmani                                  |
| 33 | HV | Đức      | Alexander Heinze                               |
| 34 | HV | Đức      | Aldin Dervisevic                               |

## Huấn luyện viên
| Các đời huấn luyện viên \| - Karl Flink – 1946-1947 - Viktor Havlicek – 1947-1948 - Josef Kratz – 1948-1949 - Fritz Pölsterl – 1949-1950 - Diethelm Ferner – 1987 - Peter Neururer – 1987–1989 - Rolf Grünther – 1989 - Mustafa Denizli – 1989–1990 - Eckhard Krautzun – 1990 - Norbert Wagner – 1990–1991 - Michael Schleiden – 1991 - Wilfried Hannes – 1991–1994 - Helmut Graf – 1994 - Gerd vom Bruch – 1994–1996 - Werner Fuchs – 1996–1999 - André Winkhold – 1999 - Eugen Hach – 1999–2001 - Jörg Berger – 2001–2004 - Dieter Hecking – 2004–2006 - Michael Frontzeck – 2006–2007 - Guido Buchwald – 2007 \| - Jörg Schmadtke – 2007 - Jürgen Seeberger – 2008–2009 - Willi Kronhardt 2009 - Michael Krüger 2009–2010 - Peter Hyballa 2010–2011 - Friedhelm Funkel 2011–2012 - Ralf Außem 2011, 2012 - René van Eck 2012–2013 - Peter Schubert 2013–2015 - Christian Benbennek 2015 - Fuat Kılıç 2015–2020 - Stefan Vollmerhausen 2020–2021 - Kristoffer Andersen 2021 - Patrick Helmes 2021 - Fuat Kılıç 2021– \| | |
| - Karl Flink – 1946-1947 - Viktor Havlicek – 1947-1948 - Josef Kratz – 1948-1949 - Fritz Pölsterl – 1949-1950 - Diethelm Ferner – 1987 - Peter Neururer – 1987–1989 - Rolf Grünther – 1989 - Mustafa Denizli – 1989–1990 - Eckhard Krautzun – 1990 - Norbert Wagner – 1990–1991 - Michael Schleiden – 1991 - Wilfried Hannes – 1991–1994 - Helmut Graf – 1994 - Gerd vom Bruch – 1994–1996 - Werner Fuchs – 1996–1999 - André Winkhold – 1999 - Eugen Hach – 1999–2001 - Jörg Berger – 2001–2004 - Dieter Hecking – 2004–2006 - Michael Frontzeck – 2006–2007 - Guido Buchwald – 2007 | - Jörg Schmadtke – 2007 - Jürgen Seeberger – 2008–2009 - Willi Kronhardt 2009 - Michael Krüger 2009–2010 - Peter Hyballa 2010–2011 - Friedhelm Funkel 2011–2012 - Ralf Außem 2011, 2012 - René van Eck 2012–2013 - Peter Schubert 2013–2015 - Christian Benbennek 2015 - Fuat Kılıç 2015–2020 - Stefan Vollmerhausen 2020–2021 - Kristoffer Andersen 2021 - Patrick Helmes 2021 - Fuat Kılıç 2021– |

## Danh hiệu
- Bundesliga
  - Á quân: 1968–69
- 2. Bundesliga
  - Á quân: 2005–06
- Regionalliga West (II)
  - Vô địch 1964, 1966–67
- DFB-Pokal
  - Á quân: 1952–53, 1964–65, 2003–04
- Middle Rhine Cup (Hạng III-V)
  - Vô địch: 1992–93, 1993–94, 1996–97, 1998–99, 2002, 2006, 2019